# Целовальник, Евгения Павловна
Евгения Павловна Целовальник (19 октября 1938 — 17 марта 1997) — советская и российская оперная певица (драматическое  сопрано), народная артистка РСФСР (1983).

## Биография
Евгения Целовальник родилась 19 октября 1938 года в городе Поти (Грузия). Окончила музыкальное училище в Батуми. В 1965 году окончила Тбилисскую консерваторию у профессора Нины Бахуташвили. На сцене оперной студии консерватории исполнила партию Графини в опере «Свадьба Фигаро». 
После консерватории в 1965—1967 годах выступала в Ленконцерте. В 1968 году была приглашена в труппу Малого оперного театра. На сцене театра пела ведущие партии в операх «Иоланта», «Евгений Онегин», «Трубадур», «Дон Карлос», «Отелло», «Богема», «Алеко», «Мадам Баттерфляй», «Тоска», «Дон Жуан». Исполняла также партию Бесс в опере Гершвина «Порги Бесс» (постановка Юрия Темирканова и Эмиля Пасынкова 1972 года), Виринею в одноименной опере Сергея Слонимского, Ифигению в спектакле по двум операм операм Глюка, Невесту в опере «Кровавая свадьба» венгерского композитора Шандора Соколаи.
В 1976 году дебютировала в Кировском театре в опере «Трубадур» и на протяжении нескольких лет выступала как приглашённая солистка. В 1980 году приняла участие в постановке оперы «Манон Леско» под руководством Валерия Гергиева, после чего вошла в труппу Кировского театра. На сцене Кировского театра пела в операх «Лоэнгрин», «Аида», «Князь Игорь», «Петр I», «Сила судьбы», «Трубадур», «Вертер», «Садко», «Саломея», «Борис Годунов», «Хованщина», «Руслан и Людмила», «Свадьба Фигаро», «Мазепа», «Любовь к трем апельсинам». Под управлением Евгения Колобова исполнила партию Имоджене в опере «Пират» на сцене Ленинградской филармонии (солисты и оркестр Кировского театра).  
Умерла 17 марта 1997 года. Похоронена на Серафимовском кладбище Санкт-Петербурга.

## Награды и премии
- Заслуженная артистка РСФСР (9.09.1975).
- Народная артистка РСФСР (5.07.1983)

## Репертуар

#### В Малом оперном театре
- Бесс — «Порги и Бесс» Дж. Гершвин (1-я исполнительница на русской сцене, 1972)
- Татьяна — «Евгений Онегин» П. И. Чайковского
- Дездемона — «Отелло» Дж. Верди
- Леонора — «Трубадур» Дж. Верди
- Елизавета — «Дон Карлос» Дж. Верди
- Мими — «Богема» Дж. Пуччини
- Земфира — «Алеко» С. Рахманинова
- Тоска — «То́ска» Дж. Пуччини
- Иоланта — «Иоланта» П. И. Чайковского
- Донна Эльвира — «Дон Жуан» Моцарта
- Чио-Чио-сан — «Чио-Чио-сан» Дж. Пуччини
- Виринея — «Виринея» С. Слонимского
- Невеста — «Кровавая свадьба» Ш. Соколаи

#### В Кировском (Мариинском) театре
- Аида — «Аида» Дж. Верди
- Манон — «Манон Леско» Дж. Пуччини
- Леонора — «Сила судьбы» Дж. Верди
- Леонора — «Трубадур» Дж. Верди
- Ярославна — «Князь Игорь» А. П. Бородина
- Ортруда — «Лоэнгрин» Р. Вагнера
- Шарлотта — «Вертер» Жюль Массне
- Фата Моргана — «Любовь к трём апельсинам» С. С. Прокофьева
- Иродиада — «Саломея» Р. Штрауса
- Имоджене — «Пират» В. Беллини
- Сусанна — «Хованщина» М. П. Мусоргского
- Марцелина — «Свадьба Фигаро» В.-А. Моцарта
- Любава — «Садко» Н. А. Римского-Корсакова
- Шинкарка — «Борис Годунов» М. П. Мусоргского
- Софья — «Петр I» А. Петрова

## Дискография
- Симфония № 14 Д. Шостаковича, дирижер К. Кондрашин, «Мелодия», 1974
- «Пират» В. Беллини — Имоджене, дирижер Е. Колобов, «Мелодия», 1985
- Фрагменты из опер К.-В. Глюка — Ифигения («Ифигения в Тавриде»), дирижер А. Дмитриев, Manchester, 2002
- «Хованщина» М. Мусоргского — Сусанна, дирижер В. Гергиев, Philips, 1991
- «Сильва» И. Кальмана — Сильва Вареску: вокальная партия в фильме «Сильва» 1981 года